# RNF130
RNF130 (англ. Ring finger protein 130) – білок, який кодується однойменним геном, розташованим у людей на 5-й хромосомі. Довжина поліпептидного ланцюга білка становить 419 амінокислот, а молекулярна маса — 46 405.
| 10         |  | 20         |  | 30         |  | 40         |  | 50         |
| ---------- |  | ---------- |  | ---------- |  | ---------- |  | ---------- |
| MSCAGRAGPA |  | RLAALALLTC |  | SLWPARADNA |  | SQEYYTALIN |  | VTVQEPGRGA |
| PLTFRIDRGR |  | YGLDSPKAEV |  | RGQVLAPLPL |  | HGVADHLGCD |  | PQTRFFVPPN |
| IKQWIALLQR |  | GNCTFKEKIS |  | RAAFHNAVAV |  | VIYNNKSKEE |  | PVTMTHPGTG |
| DIIAVMITEL |  | RGKDILSYLE |  | KNISVQMTIA |  | VGTRMPPKNF |  | SRGSLVFVSI |
| SFIVLMIISS |  | AWLIFYFIQK |  | IRYTNARDRN |  | QRRLGDAAKK |  | AISKLTTRTV |
| KKGDKETDPD |  | FDHCAVCIES |  | YKQNDVVRIL |  | PCKHVFHKSC |  | VDPWLSEHCT |
| CPMCKLNILK |  | ALGIVPNLPC |  | TDNVAFDMER |  | LTRTQAVNRR |  | SALGDLAGDN |
| SLGLEPLRTS |  | GISPLPQDGE |  | LTPRTGEINI |  | AVTKEWFIIA |  | SFGLLSALTL |
| CYMIIRATAS |  | LNANEVEWF  |  |            |  |            |  |            |

A: Аланін

C: Цистеїн

D: Аспарагінова кислота

E: Глутамінова кислота

F: Фенілаланін

G: Гліцин

H: Гістидин

I: Ізолейцин

K: Лізин

L: Лейцин

M: Метіонін

N: Аспарагін

P: Пролін

Q: Глутамін

R: Аргінін

S: Серин

T: Треонін

V: Валін

W: Триптофан

Кодований геном білок за функціями належить до трансфераз, фосфопротеїнів. 
Задіяний у таких біологічних процесах, як апоптоз, убіквітинування білків, альтернативний сплайсинг. 
Білок має сайт для зв'язування з іонами металів, іоном цинку. 
Локалізований у цитоплазмі, мембрані.